# Transakcijsko vodenje
Transakcijsko vodenje je stil vodenja, pri katerem se vodja in zaposleni dogovarjata o materialnih, kadrovskih, socialnih in drugih ugodnostih. Prvi se je s konceptom transakcijskega vodenja ukvarjal James Macgregor Burns, ki ga opisoval v svoji deskriptivni raziskavi o političnih vodjih leta 1978. Transakcijsko vodenje lahko označimo kot neko trgovanje oziroma gre za dogovarjanje med vodjo in zaposlenimi o različnih ugodnosti, do katerih je zaposleni upravičen, če opravlja delo v skladu s pravili, dogovori in uspešnostjo.

## Definicija
| "... se zgodi, ko ena oseba prevzame pobudo pri vzpostavljanju kontakta z drugimi nameni izmenjave cenjenih stvari" (Burns 1978, 19) |

Transakcijsko vodenje je dogovarjanje med vodjo in zaposlenimi o materialnih, kadrovskih, socialnih in drugih ugodnostih, ki jih delavec uživa, če dobro dela oziroma če opravlja delo v skladu z dogovori. Transakcijski vodja ne navdušuje zaposlenih, ravna se po pravilih in je posredovalec dogajanja. Transakcijsko vodenje je precej podobno klasičnemu načinu vodenja, v katerem je vodja nadrejeni, ki ureja stvari tako, kot so predpisane. Nasprotno pa transformacijsko vodenje vsebuje prizadevanje vodji, da bi razširili koristi zaposlenih, razvili njihovo sprejemljivost za namene in poslanstvo skupine, da bi svoje interese podredili koristim organizacije.(Pljevaljčić, 2003)

## Zgodovina
James Macgregor Burns je leta 1978, v svoji deskriptivni raziskavi o političnih vodjih, prvič predstavil dva nasprotna si koncepta vodenja, transformacijskega in transakcijskega, katera sta se kljub političnem kontekstu, kaj hitro oprijela tudi v organizacijskem, prizadevanje za njun razvoj pa se je začelo s proučevanjem karizmatičnega stila vodenja po Maxu Weberju. Burns je bil eden izmed prvih znanstvenikov, ki je zagovarjal stališče, da pravilno vodenje ne le ustvari spremembo in ob tem dosega cilje, temveč tudi pozitivno spremeni vpletene osebe (vodje in zasledovalce) (Zorman, 2012)

## Opredelitev transakcijskega vodenja
Transakcijsko vodenje lahko označimo kot trgovanje oziroma dogovarjanje med vodjo in zaposlenimi o različnih ugodnostih (materialnih, kadrovskih, socialnih in drugih), do katerih je zaposleni upravičen, če opravlja delo v skladu s pravili in dogovori. Podobno je Klasičnemu načinu vodenja, saj je za transakcijsko vodjo značilno, da je nadrejeni in da ureja stvari tako, kot so predpisane s pravili in je posredovalec dogajanja (Pljevaljčić, 2003). Za razliko od transformacijskega vodje transakcijski vodja motivira zaposlene tako, da s posebnimi prijemi spodbuja želene učinke pri delu. Kadar zaposleni dosegajo rezultate, ki so skladni s pričakovanji vodje, jih vodja ustrezno nagradi oziroma stimulira. To vodenje poteka v obliki transakcij ali izmenjav med vodjo in podrejenimi.

### Transakcijski vodja
(Pljevaljčić, 2003)
1. prepozna potrebe in želje zaposlenih in zato "pripravi" primerne oblike reagiranja npr. stimuliranje
2. vzpostavi sistem nagrajevanja dela: kdor primerno dela, dobi za to primerno nagrado (denar, posebni privilegiji, ugodnosti napredovanja...)
3. odziva se na pojavljanje izrazitega individualnega interesa pri zaposlenih in jih podpre, kadar to pripomore k boljšem delu in rezultatom

Transakcijski vodja deluje na podlagi (Kavčič, 1991, str. 229):
- nagrajevanja: pogaja se o nagrajevanju za prizadevno delo, obljublja nagrade za dobre rezultate, daje priznanja za dosežke
- vodenje z izjemami (aktivno): spremlja dogajanje in išče deviacije od pravil in standardov, se odloča za korektivne akcije
- vodenje z izjemami (pasivno): intervira le, če standardi niso doseženi
- vodenje brez vajeti (laissez fair): odpoveduje se odgovornosti in se izogiba odločanju

### Transakcijski dejavniki
Transakcijsko vodenje je uporabljeno takrat, ko vodja bodisi nagrajuje bodisi kaznuje zaposlene, kar pa je odvisno od tega, kako zaposleni opravlja svojo dolžnost. Glede na dogovore pa se transakcijsko vodenje deli na pozitivno
obliko, aktivno in pasivno vodenje z izjemami ter na netransakcijsko vodenje, znano kot "laissez-fair" vodenje (vodenje brez vajeti).

### Primerjava transformacijskega in transakcijskega vodenja
Razlikovanje med transakcijskim in transformacijskim vodenjem je bilo originalno predstavljeno s strani Burnsa (1978), ki je primerjal uspešno vodenje v stabilni situaciji s tistim v spreminjajočih se okoliščinah. Kasneje so bile te zamisli bolj razjasnjene pri avtorju Bassu (1985), ki izpostavi, da pri transakcijskem vodenju izmenjava med vodjo in zaposlenimi odločno izvisi od stabilne situacije. Medtem ko v okoliščinah, kjer so potrebne hitre organizacijske spremembe, Bass trdi, da je potreben drugačen vzorec vodenja, in sicer transformacijsko vodenje. V spreminjajočih se okoliščinah se zahteva od vodij, da imajo vizijo, kaj je potrebno postoriti za obvladanje situacij. Potrebna je spretnost komuniciranja vizije zaposlenim in sposobnost motiviranja in vzpodbujanja zaposlenih, da spremenijo dosedanji način dela. Vidimo, da je transformacijsko vodenje potrebno v času sprememb, ko pomaga organizaciji iz enega položaja v drugega. Ko je spremembe konec in organizacija začne pridobivati na stabilnosti, je spet zaželeno in ustrezno transakcijsko vodenje.
Oba avtorja, tako Burns (1978) kot Bass (1985) sta se strinjala, da transakcijsko vodenje deluje na osnovi izmenjave, ki je dogovorjena med vodjo in zaposlenim. Transakcijski vodja se osredotoči na osnovne potrebe zaposlenih in nagrade kot vir motivacije in osnove za nadaljnje vodenje. Vodja pristopi k zaposlenim z določeno izmenjavo z namenom, da pridobi privolitev zaposlenega oziroma njegov trud, poslušnost in lojalnost. Vodja pa mu v zameno za dogovorjeno nagrado ponudi bodisi denarno povišico ali materialno dobrino bodisi napredovanje v službi. Transakcijski vodja prepozna želje zaposlenih, hkrati pa mora razjasniti vlogo zaposlenega in njegove naloge, ki jih mora doseči, če želi pridobiti omenjene nagrade. Ta način vodenja, transakcijsko vodenje je učinkovit le v primeru, če se oba strinjata z dogovorom oziroma izmenjavo, vendar je omejen v primerjavi s transformacijskim vodenjem, ki posega po drugačnih prijemih motiviranja zaposlenih. Kajti transformacijski vodja ne samo, da prepozna zahteve in potrebe zaposlenih, ampak jih tudi poskuša dvigniti na višji nivo motiviranosti opravljanja njihove naloge, da se zaposleni razvijejo nad svojimi pričakovanji (Bass, 1985, Burns, 1978). Transformacijsko vodenje pa povezuje vodjo in zaposlene v sodelovanje, ki vpliva na nastop celostne organizacije. S tem pa organizacija oziroma tisti, ki so zaposleni v njej, kažejo inovativno in motivirano vzdušje, kar pa s transakcijskim vodenjem ne moremo doseči.
Tabela 1 Razlike med transakcijskem in transformacijskem vodenje
| Transakcijsko vodenje | Transformacijsko vodenje                                                            |
| --- | ----------------------------------------------------------------------------------- |
| Temelji na potrebi dovršitve dela in preživetja                                                                          | Temelji na potrebi dobronamernosti                                                  |
| Ukvarja se z močjo in položajem, diplomacijo in bonitetami                                                               | Ukvarja se s smislom in vrednotami, moralo in etiko                                 |
| Obtiči v vsakdanjih zadevah                                                                                              | Presega vsakdanje zadeve                                                            |
| Je kratkoročno usmerjen                                                                                                  | Je dolgoročno usmerjen, brez ogrožanja človeških vrednot in načel                   |
| Osredotoča se na taktične zadeve                                                                                         | Bolj se osredotoča na poslanstvo in strategije                                      |
| Zanaša se na človeške odnose z namenom "podmazanja" interakcij med ljudmi                                                | Osvobaja človeški potencial - odkriva in razvija nove talente                       |
| Sledi in izpolnjuje pričakovanja vloge s prizadevanjem učinkovitega delovanja znotraj obstoječih sistemov                | Oblikuje in preoblikuje delovna mesta na način, da jih naredit pomembne in zahtevne |
| Podpira strukture in sisteme, ki krepijo končni rezultat, maksimizirajo učinkovitost in zagotavljajo kratkoročne dobičke | Usklajuje notranje strukture in sisteme z namenom krepitve vrednot in ciljev        |

Vir: Covey, 1992 

## Raziskave
Raziskave kažejo, da so transformacijski vodje uspešnejši kot transakcijski in da so zaposleni bolj zadovoljni s transformacijskimi vodji ter ob njih dosegajo tudi boljše delovne rezultate. Ta način vodenja je zlasti primeren za podjetja, ki delujejo v razgibanem in dinamičnem poslovnem svetu, kjer tehnologija in življenjski cikli proizvodov ali storitev ne zahtevajo nenehnega prilagajanja. Ljudje, ki delajo s transformacijskimi vodji, naj bi bili glede na raziskave bolj zadovoljni in naj bi dosegali višje delovne rezultate. To dokazuje tudi raziskava, ki jo je izvedel Wang v kateri je dokazal,da ima transformacijsko vodenje pozitivni učinek na osebje, ekipo in organizacijske stopnje z največjim poudarkom na okrepitvi kolektivnih odnosov (Wang, 2011). Pri odločanju za transakcijski ali transformacijski model je ključno upoštevati prevladujoče okoliščine, ki narekujejo, kateri način vodenja je potreben v določeni situaciji.